# 유니언 스퀘어 (샌프란시스코)

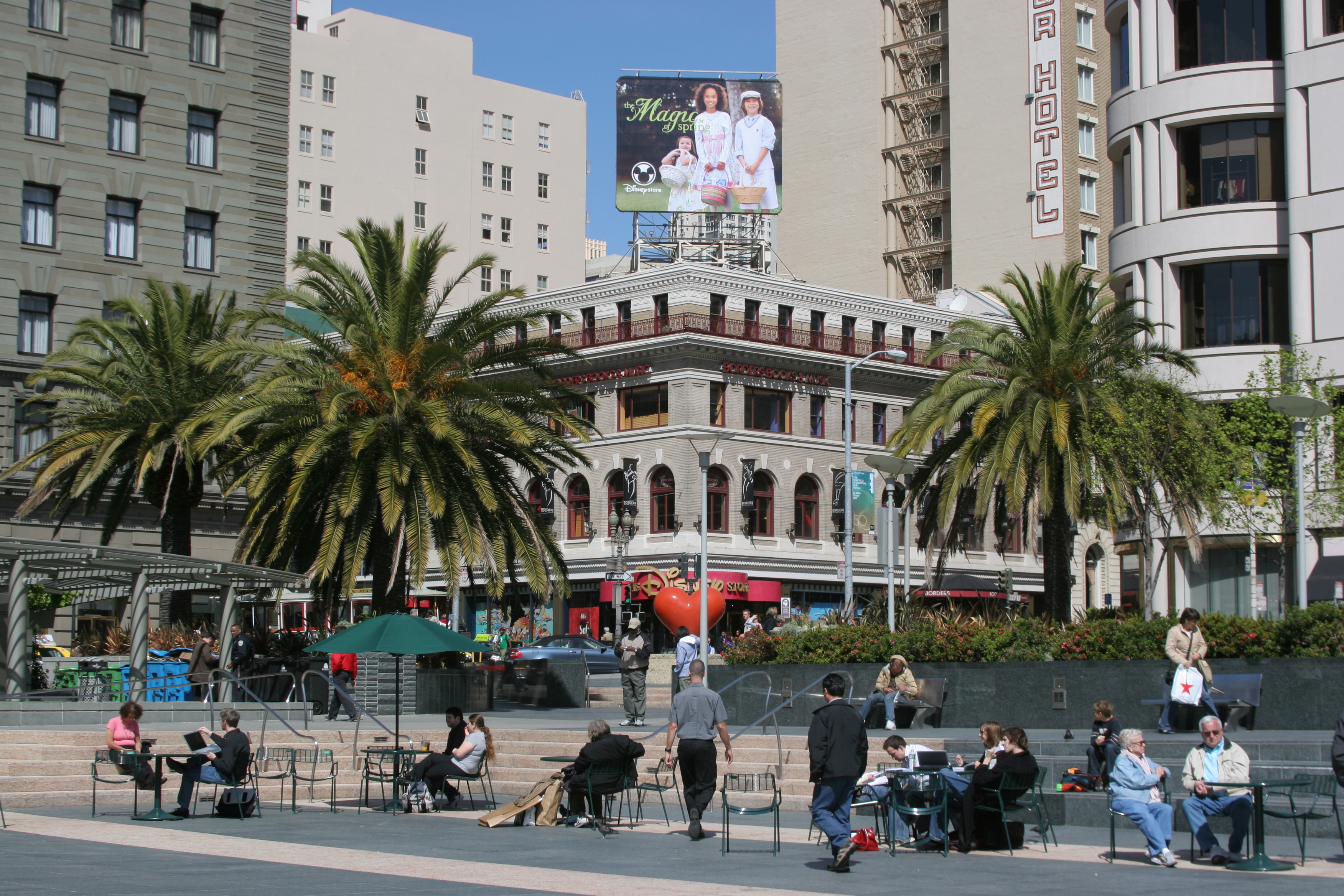
유니언 스퀘어

유니언 스퀘어(Union Square)는 미국 샌프란시스코에 위치한 광장이다.